# Air Boarder 64
Air Boarder 64 är ett futuristiskt racingspel utvecklat av Human Entertainment och utgivet av Human Entertainment 1998. Det skulle ha släppts under namnet AirBoardin 'USA i Nordamerika av ASCII Entertainment, men det avbröts.

### Fotnoter
1. ↑  ”Airboarder Ships in Japan” (på amerikansk engelska). IGN. 25 mars 1998. https://www.ign.com/articles/1998/03/26/airboarder-ships-in-japan. Läst 10 november 2018.
2. ↑  ”AirBoardin' USA a Very Ironic Name” (på amerikansk engelska). IGN. 9 november 2000. https://www.ign.com/articles/2000/11/10/airboardin-usa-a-very-ironic-name. Läst 10 november 2018.